# 37749 Umbertobonori
37749 Umbertobonori è un asteroide della fascia principale. Scoperto nel 1997, presenta un'orbita caratterizzata da un semiasse maggiore pari a 2,6985327 UA e da un'eccentricità di 0,1308456, inclinata di 6,52873° rispetto all'eclittica.